# Mesochorus claristigmaticus
Mesochorus claristigmaticus là một loài tò vò trong họ Ichneumonidae.